# HD 188107
HD 188107，又名BD+04 4264，SAO 125182、HR 7580，是一颗恒星，视星等为6.53，位于銀經44.1，銀緯-11.65，其B1900.0坐标为赤經19h 48m 23.9s，赤緯+4° -11.65′ 29″。